# Alan Voskuil
Alan Voskuil, né le 10 septembre 1986, à Mobile, dans l'Alabama, est un joueur américain naturalisé danois de basket-ball. Il évolue au poste d'arrière.